# Fridericia costaricensis
Fridericia costaricensis là một loài thực vật có hoa trong họ Chùm ớt. Loài này được (Kraenzl.) L.G.Lohmann mô tả khoa học đầu tiên năm 2010.